# Caragols a la llauna
Caragols a la llauna (o cargols a la llauna en certs dialectes i cargolada a la Catalunya del Nord) és una especialitat culinària de la cuina catalana. És un plat ben senzill en què els caragols són cuits al foc (preferentment a la brasa) o bé al forn amb una llauna. Se serveixen acompanyats d'allioli o de vinagreta. Aquest és especialment típic de les terres de Lleida, on organitzen des del 1980 l'Aplec del Caragol de Lleida, i Pirineu. A Andorra rep el nom de caragols a la llauna un plat semblant.

## Preparacions semblants
A la cuina catalana hi ha moltes altres maneres de menjar caragols, cuinat sols o acompanyant altres carns.
També es pot trobar la caragolada, una preparació similar que els acompanya amb una salsa picant, al Camp de Túria, l'Horta, la Plana Alta l'Empordà, el Rosselló i Menorca, entre d'altres.